# Ionuț Contraș
Călin - Ionuț Contraș (n. 31 ianuarie 1974, Zalău) a fost in perioada 2002-2010 managerul trupei rock Phoenix și totodată membru al ei (din 1998 după turneul Cantafabule se alătură Phoenixului ), contribuind la percuții și voce. Din 2010, este managerul trupei Bosquito. Călin-Ionuț Contraș a fost decorat cu Ordinul Meritul Cultural în grad de cavaler, categoria B - Muzică.

## Activitate muzicală
Din 2005 - 2010 - voce de fundal si percutie la PHOENIX
Din 2010 - prezent : General Manager la BOSQUITO